# St. Salvator (Hohenburg)

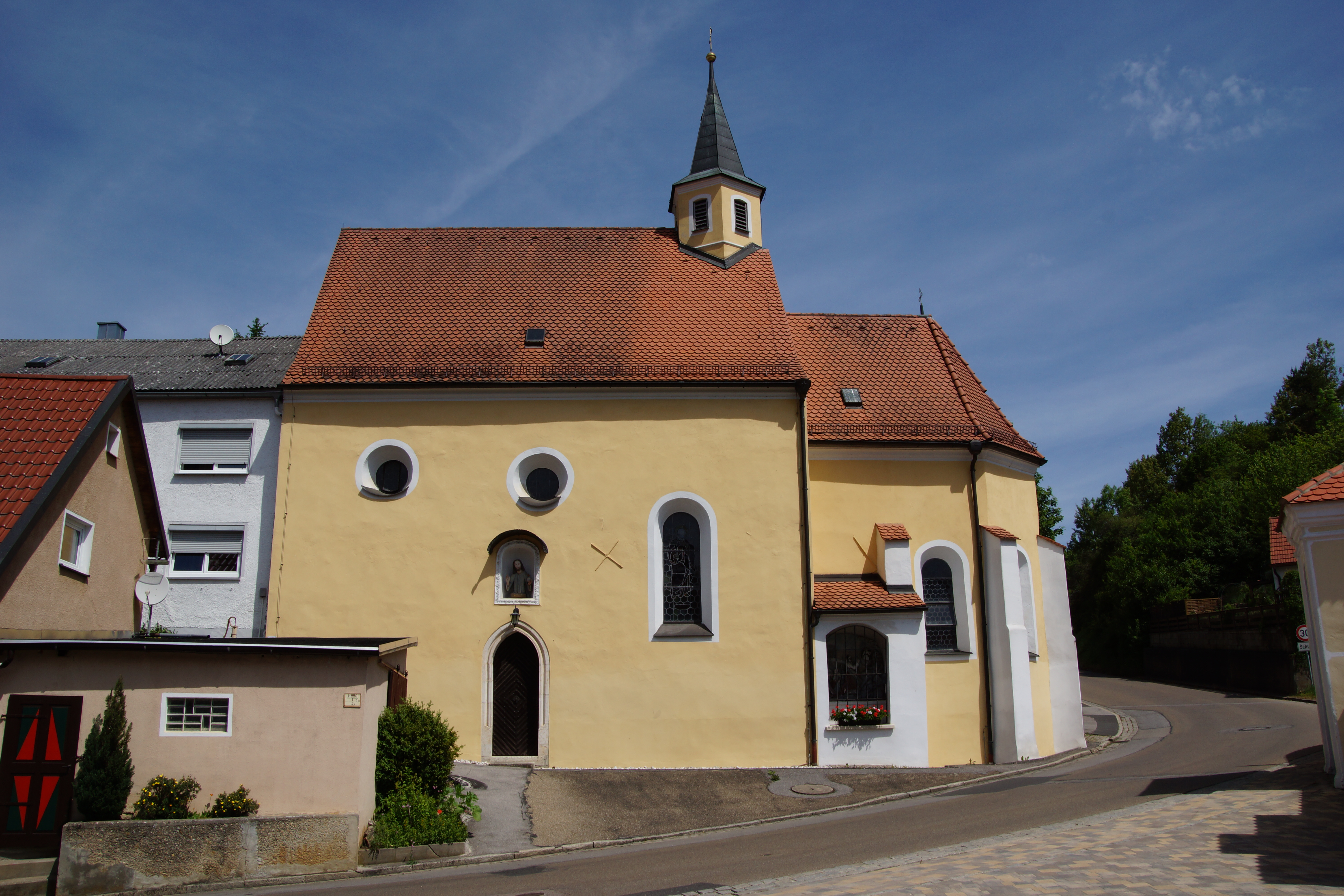
St. Salvator (Hohenburg)

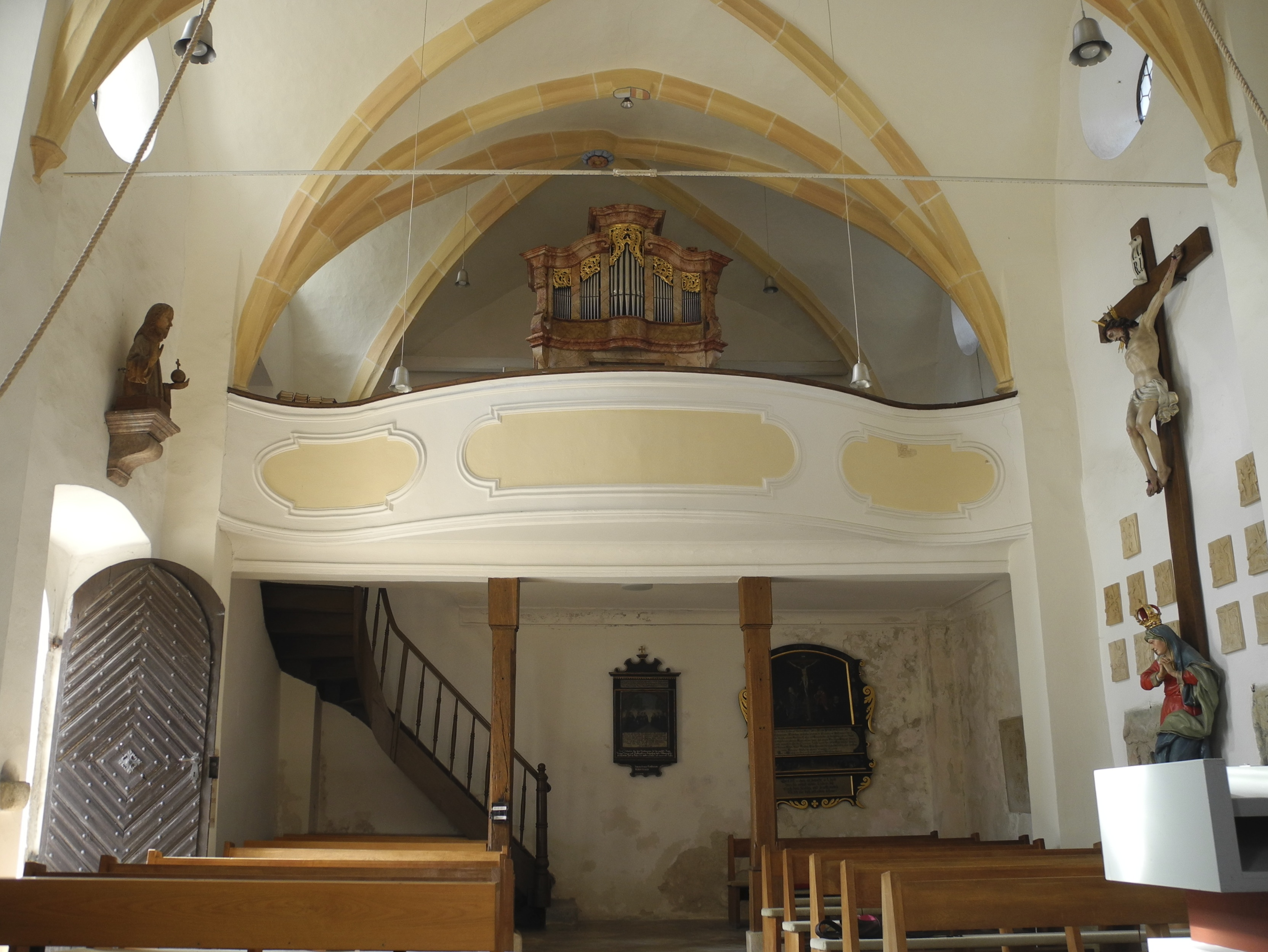
Funtsch-Orgel

Die römisch-katholische, denkmalgeschützte Friedhofskirche St. Salvator steht in Hohenburg, einem Markt im Landkreis Amberg-Sulzbach der Oberpfalz. Das Bauwerk ist unter der Denkmalnummer D-3-71-129-27 als Baudenkmal in die Bayerische Denkmalliste eingetragen.

## Beschreibung
Die Kirche wurde im späten 14. Jahrhundert als Spitalkirche außerhalb der Stadtmauer gebaut. Sie besteht aus einem Langhaus und einem mit Strebepfeilern gestützten, eingezogenen Chor mit Fünfachtelschluss im Osten. Aus dem Satteldach des Langhauses erhebt sich im Osten ein sechseckiger Dachreiter, der den Glockenstuhl beherbergt, und der mit einem spitzen Helm bedeckt ist. In einer Nische über dem Portal in der Südwand befindet sich ein Porträt des Salvator Mundi.
Der Innenraum des Chors ist mit einem Kreuzrippengewölbe überspannt. Zur Kirchenausstattung gehört ein Hochaltar, der von je zwei Statuen flankiert wird, und auf dessen Altarretabel ein Schmerzensmann dargestellt ist.

## Orgel
Die Orgel mit acht Registern, einem Manual und einem Pedal wurde 1785 von Johann Konrad Funtsch gebaut. Sie ist eine der sechs erhaltenen Instrumente des Amberger Orgelbauers. 1897 führte Edenhofer einen Umbau durch, 1984 Nenninger eine Restaurierung. Die Disposition lautet:
| Manual CDEFGA–c3 |       |
| Gedackt          | 8′    |
| Holzflöte        | 4′    |
| Spitzflöte       | 4′    |
| Quinte           | 2 ⁄3′ |
| Prinzipal        | 2′    |
| Oktav            | 1′    |
| Mixtur II        | 2⁄3′  |

| Pedal CDEFGA–a |    |  |
| Octavbaß       | 8′ |  |

- Bemerkungen: Spielschrank. Pedal angehängt.